# Furipterus horrens
Furipterus horrens — є одним з двох видів кажанів родини Furipteridae. Етимологія: лат. furia — «лють», грец. πτερόν — «крило».

## Поширення
Країни поширення: Бразилія, Колумбія, Коста-Рика, Еквадор, Французька Гвіана, Гаяна, Панама, Перу, Суринам, Тринідад і Тобаго, Венесуела. Цей кажан асоціюється з вологими місцями мешкання, особливо в тропічних лісах низовини. Сідала лаштує невеликими кластерами в колоніях принаймні до 60 особин в печерах, горизонтальних впалих колодах, глибоких тріщинах між каменями. Харчується комахами, лускокрилими.

## Загрози та охорона
Найважливішим питанням є збереження та охорона печер, де цей вид зустрічаються.